# Neoliberalizm
Neoliberalizm (ang. neoliberalism) – wieloznaczne określenie mające opisywać nurty w historii myśli ekonomicznej, które łączy popieranie różnorako rozumianego wolnorynkowego liberalizmu.

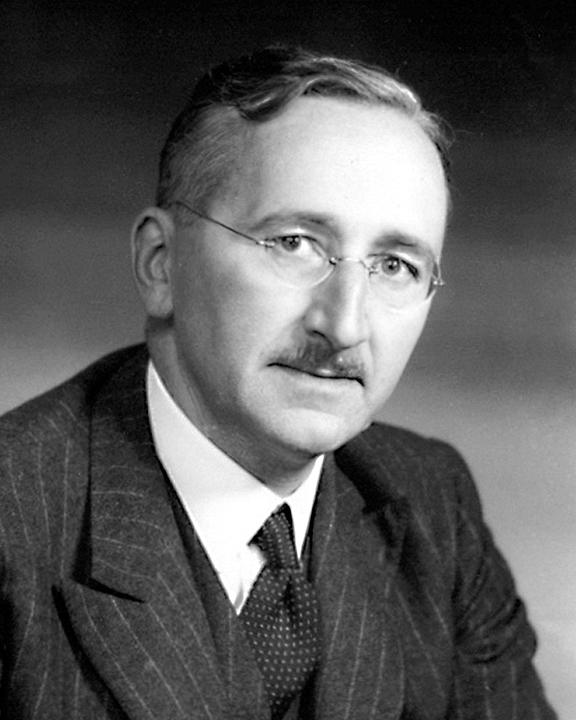
Friedrich Hayek - jeden z głównych teoretyków neoliberalizmu

Współcześnie pojęcie to – w oderwaniu od jego pierwotnego historycznego kontekstu – funkcjonuje głównie jako ogólne, pejoratywne określenie polityki postrzeganej jako nadmiernie leseferystyczna, mająca zaniedbywać dobro społeczeństwa z powodu bezwzględnej nieufności wobec zawodności państwa i przez dążenie do masowej prywatyzacji, deregulacji, zaciskania pasa wydatków publicznych, redukcji podatków oraz minimalizacji ingerencji politycznych w gospodarkę. Oryginalnie, idea neoliberalizmu została sformułowana głównie w okresie 1920–1960 w odpowiedzi na identyczne obawy o ówczesną kondycję „nadmiernie leseferystycznego” liberalizmu i narastanie znaczenia totalitaryzmów oraz gospodarek planowych, jako nowa, pragmatyczna i pluralistyczna wizja liberalizmu troszczącego się o sprawiedliwość społeczną oraz równość szans przy obronie ogólnie kapitalistycznej organizacji gospodarki.
Pierwotna definicja – bardziej precyzyjna, choć także zróżnicowana wewnętrznie – była rozwijana przez niewielką, ale szeroką i wpływową koalicję ekonomistów i polityków, którzy ostatecznie zdecydowali się jednak używać do samoidentyfikacji innych nazw, takich jak ordoliberalizm, społeczna gospodarka rynkowa, liberalizm klasyczny i libertarianizm. Nowe, bardziej wieloznaczne rozumienie pojęcia wyłoniło się po latach 1980., głównie w kontekście przemian politycznych i ekonomicznych w krajach Ameryki Południowej, a potem rządów R. Reagana w USA (reaganomika) i M. Thatcher w Wielkiej Brytanii (taczeryzm), gdy termin „neoliberalizm” zaczął być stosowany jako pejoratywny synonim radykalnego libertarianizmu, leseferyzmu, globalizacji, i wielu innych podejść i zjawisk postrzeganych jako przyczyny trudności transformacji. Jak zwracają uwagę badacze, ta nowa definicja praktycznie nie jest obecnie przez nikogo używana do pozytywnego samookreślenia się, i rzadko jest należycie doprecyzowana oraz klarownie lokowana w kontekście historycznym – nawet w rosnącej literaturze empirycznej. W ocenie Mączyńskiej i Pysza, w literaturze dotyczącej tego tematu „występuje od dzesięcioleci zamieszanie i zamęt pojęciowy”.

## Definicja historyczna

### Pochodzenie
Wczesne zastosowania pojęcia neoliberalizm m.in. w języku włoskim, francuskim i niemieckim sięgają XIX wieku; opisywały one różnorodne idee, które były uznawane za innowacje w klasycznej ekonomii, takie jak marginalizm. Często były to użycia krytyczne i stawiane z opozycyjnych pozycji, czego przykładem są pochodzące z lat 1920. komentarze lewicowych polityków Maxa Adlera i Alfreda Meusela, oraz proto-faszystowskiego filozofa Othmara Spanna, wymierzone w marginalizm, i broniące laborystycznej koncepcji wartości. Autorzy ci wróżyli rychły koniec liberalizmu, uznając postępy klasycznej ekonomii za „próby resuscytacji”.
Główne oryginalne znaczenie neoliberalizmu zostało sformułowane przez Alexandra Rüstowa w latach 1930. i wyrażone w najbardziej wpływowy sposób w czasie Kolokwium Waltera Lippmanna w 1938 r. w Paryżu. Konferencja ta była zwołanym przez francuskiego filozofa Louisa Rougiera spotkaniem intelektualistów sympatyzujących z liberalizmem, których łączyło poczucie że ten wartościowy ich zdaniem nurt myśli jest osłabiony po Wielkim Kryzysie lat 1930., nieporadny w obliczu korporacyjnego i intruzywnego charakteru ówczesnych państw, i zagrożony przez rosnące w siłę antyliberalne idee totalitarne. Choć uczestnicy Kolokwium reprezentowali szerokie spektrum szczegółowych poglądów i ogólnych odmian liberalizmu, od socjaldemokracji po libertarianizm, wyrażali wolę zawiązania koalicji mającej służyć dalszemu dyskutowaniu nowej, atrakcyjnej wizji liberalizmu, która byłaby dostosowana do sytuacji historycznej i potrzeb epoki. Część obecnych na konferencji, przede wszystkim Mises i Hayek, nie zgodziła się z kompletnym potępieniem leseferyzmu, ale większość uczestników uznawała, że polityka laissez faire zawiodła, i nowy liberalizm musi uwzględniać silną rolę dla państwa w nadzorowaniu sprawiedliwego funkcjonowania rynku, łagodzeniu nierówności społecznych i przeciwdziałaniu monopolom.
Ilustrują to słowa obecnych na konferencji, na przykład Lippmanna, według którego liberałowie ortodoksyjni trzymając się wiernie zasady laissez faire odwrócili się od „krzyczącej konieczności reform społecznych, nie potrafili stworzyć filozofii zadowalającej z punktu widzenia humanitarnego”, a także: „z punktu widzenia ludzkiego [wolny rynek] jest suwerenem okrutnym.” Według Rougiera, „laissez faire [jest] systemem samounicestwiającym się”, gdyż odrzucenie przez państwo możliwości ingerowania w gospodarkę musi prowadzić do tworzenia się monopoli. Z drugiej strony, Baudin miał przekonywać, że „to nie wolna konkurencja, ale właśnie interwencja państwa w życie gospodarcze stała się przyczyną krachu ekonomicznego. Koncentracja gospodarcza i monopole – to konsekwencje świadomych działań politycznych, a nie obiektywna konieczność rozwoju ekonomicznego kapitalizmu.” Część gości konferencji popierała także, dla przykładu, dużą rolę państwa w realizacji dóbr publicznych (oświaty, budowy dróg – na równych z innymi podmiotami zasadach), oraz pomoc społeczną i redystrybucyjne progresywne podatki.

Nowy liberalizm, który reprezentuję wspólnie z moimi przyjaciółmi, postuluje istnienie silnego państwa, stojącego tam gdzie jego miejsce, tj. ponad gospodarką i jej grupami interesów

Wspólne plany środowiska przerwała wojna, dopiero po której mogło ono spotkać się ponownie na zjeździe w kurorcie Mont Pèlerin w 1947 r. Pomimo napięć wynikających z rozpiętości koalicji – według relacji, libertarianin Ludwig von Mises miał opuścić jedną z pierwszych dyskusji, krzycząc: „wszyscy jesteście bandą socjalistów!” – wola intelektualnej współpracy została podtrzymana i sformalizowana przez zawiązanie środowiskowego Stowarzyszenia Mont Pèlerin. Wśród jego założycieli i wczesnych członków znajdowali się późniejsi ordoliberałowie (jak Rüstow), socjaldemokraci (jak Karl Popper), klasyczni liberałowie (jak Milton Friedman), oraz libertarianie (jak Friedrich Hayek i Mises). Do spotykającego się corocznie Stowarzyszenia należało wielu wpływowych polityków, jak Ludwig Erhard, Luigi Einaudi, i Václav Klaus, oraz laureaci „nagrody Nobla” z ekonomii: Hayek, Friedman, G. Stigler, M. Allais, J.M. Buchanan, R. Coase, G. Becker i V. Smith.
Deklarowanym celem istnienia organizacji była od samego początku głównie wymiana myśli, nie działalność propagandowa czy polityczna. Pomimo iż stowarzyszenie istnieje do dziś, różnice zdań i indywidualności tego środowiska przyczyniły się w ciągu lat 1950.–1960. do odejścia przez jego uczestników od stosowania wspólnej etykiety „neoliberalizm”, i podziału na szereg odrębnych nurtów i programów badawczych.

### Rozwój i główne nurty
Termin „neoliberalizm” był używany w latach 1930–1960 rzadko, zarówno w literaturze naukowej, jak i popularnej, głównie w odniesieniu do ordoliberalnej wizji Rüstowa. Krótko określał się tak m.in. Milton Friedman. Ostatecznie wspólne dążenia i sympatie środowiska Mont Pèlerin uległy szczegółowym różnicom poglądów, i już pod koniec lat 50. funkcjonowało ono jako kilka odrębnych nurtów i programów badawczych pod ich własnymi szyldami. Termin „neoliberalizm” nie był potem używany, z nielicznymi wyjątkami, aż do lat 1980.
Przy tym, jak zauważa np. ekonomista Noah Smith, wbrew wyróżnianiu „szkół” w ekonomii, podziały tego typu mogą być zwodnicze, nie świadczą bowiem z reguły o głębokich różnicach paradygmatów – większość z nich pozostaje integralną częścią rozwoju ekonomii głównego nurtu. Owe programy badawcze mają ponadto często zupełnie rozłączne i niekonfliktujące zakresy przedmiotowe. Choć konkretni badacze mieli często bardzo określone poglądy na politykę i ekonomię polityczną, różnice te nie przekładają się jednoznacznie na uproszczony podział na szkoły i tradycje. Według Ratajczyka, zarówno dawniej, jak i dziś, neoliberalizm utożsamia się na ogół właśnie z ekonomią głównego nurtu. Wszystkie jej gałęzie łączy zasadnicze przekonanie o braku dobrej alternatywy dla samoregulacji rynkowej, poza ograniczoną sferą dóbr publicznych i innych zawodności rynku. Rolą państwa mają być tu przede wszystkim działania chroniące i wspomagające funkcjonowanie rynku. Ingerencja państwa jest oceniana jako kosztowna, zawodna, i osłabiająca prywatną swobodę i przedsiębiorczość. „Widzialna ręka państwa” ma być często „ręką słabą, skażoną przewagą argumentacji politycznych nad ekonomicznymi przesłankami podejmowania decyzji, tudzież bardzo podatną na działania lobbingowe różnych grup interesu.”

#### Szkoła fryburska i ordoliberalizm
Twórca pojęcia „neoliberalizm”, Rüstow, i jego współpracownicy przebywali po wojnie w bliskim otoczeniu Ludwiga Erharda – także członka Mont Pèlerin – nadając kształt powojennej polityce gospodarczej Niemiec Zachodnich. Grupa ta przyjęła ostatecznie na określenie swoich poglądów określenia społeczna gospodarka rynkowa lub ordoliberalizm, od nazwy niemieckiego rocznika ekonomicznego ORDO. Podejście to było najbardziej umiarkowanym, egalitarnym i pragmatycznym skrzydłem oryginalnego „neoliberalizmu”, zakładającym że silna gospodarka potrzebuje silnego państwa do wyznaczania uczciwych i sprawiedliwych reguł gry rynkowej. Wartości humanistyczne i społeczne były uznawane w piśmiennictwie ORDO za równie ważne co efektywność gospodarcza. Innymi słowy, rynek nie miał być celem samym w sobie. W latach 1950. i 1960. RFN rozszerzyło zakres funkcji państwa opiekuńczego, zachowując wysoką dynamikę rozwoju, co nazwano niemieckim cudem gospodarczym.
Rüstow oscylował całe życie pomiędzy socjalizmem a liberalizmem; do tego pierwszego zniechęcała go negatywna ocena i rozczarowanie kondycją ZSRR. Proponował model gospodarki mieszanej i socjaldemokratycznej, uwzględniającej progresywne opodatkowanie korporacji, upublicznianie prywatnych patentów, nacjonalizację monopoli naturalnych takich jak drogi, oraz aktywną politykę przemysłową i ubezpieczenia społeczne.
Pisał on w liście do Wilhelma Röpkego: „Hayek i Mises zasługują na zalanie formaliną i umieszczenie w muzeum jako ostatnie przetrwałe okazy wymarłego gatunku liberałów, który spowodował obecną katastrofę”.

[My, neoliberałowie] zgadzamy się z marksistami, że dziki kapitalizm jest nie do utrzymania, i musi zostać przezwyciężony. Uważamy też, że ich wizja w której rozbuchany wolny rynek nieuchronnie prowadzi do rewolucji kolektywizmu, jest poprawnym i wnikliwym odkryciem ich mistrza. Przyznania tego zdaje się wymagać uczciwość intelektualna. Jednakże odrzucamy błędy, które Marx wywiódł z historycznego liberalizmu. I jeśli tak jak oni odrzucamy kapitalizm, toteż tym bardziej odrzucamy kolektywizm.

#### Szkoła chicagowska i inne nurty ekonomii anglojęzycznej
Nurt neoliberalizmu wiązany gł. z Miltonem Friedmanem poddawał krytyce dominujące od czasu wielkiego kryzysu z lat 30. XX wieku makroekonomiczne teorie keynesowskie, postulował powrót do zasad wolnego rynku w modelu bliskim laissez faire, i ograniczoną ingerencję państwa w gospodarkę. Friedman opublikował w 1951 r. tekst omawiający przychylnie oryginalną ideę neoliberalizmu wraz z jego umiarkowanym pragmatyzmem, już w następnych latach zrezygnował jednak z posługiwania się tym pojęciem, określając się jako „radykalny liberał” lub „klasyczny liberał”, a przez innych będąc nazywanym monetarystą i przedstawicielem szkoły Chicago.
Nota bene, sam Keynes kierował się troską o gospodarkę wolnorynkową, i obawiał się, że utożsamienie liberalizmu z modelem państwa minimalnego może doprowadzić do triumfu antyliberalizmu – nie optował jednak za skrajnie przeciwnym stanowiskiem, i nie widział państwa jako omnipotentnej instytucji mającej zastąpić rynek. Sadurski, pisząc w 1980 r. z perspektywy Polski Ludowej, zaklasyfikował keynesizm także do neoliberalizmu.
Do głównych krytyków aktywnej wizji polityki w makroekonomii Keynesa zalicza się grupę ekonomistów związanych w latach 60. XX wieku z Uniwersytetem w Chicago. Szczególną rolę w tworzeniu nowych teorii odegrali m.in. Milton Friedman, Frank Knight i George Stigler. Bronili oni zasad wolnego rynku oraz krytykowali interwencjonizm państwowy. Wskazywali na potrzebę ograniczenia sektora publicznego, konieczność zwiększenia swobody działalności gospodarczej oraz ograniczenia roli związków zawodowych, które swymi postulatami płacowymi wpływały na powiększanie się skali bezrobocia. Zespół powyższych poglądów zyskał na znaczeniu w latach 70. w sytuacji wzrostu cen i spadku zatrudnienia. Istotnym momentem dla tej gałęzi liberalizmu było przyznanie Friedmanowi ekonomicznego Nobla w 1976 roku.
W swoich koncepcjach Milton Friedman postulował zwiększenie zakresu stosowania mechanizmów rynkowych. Według jego opinii polityka gospodarcza powinna skupić się na kontroli podaży pieniądza i walce z inflacją. Postulowany kierunek myślenia określa się mianem monetaryzmu. Zakłada on restrykcyjną politykę pieniężną, relatywnie wysoki poziom stóp procentowych oraz likwidację deficytu budżetowego. Teorie Friedmana były rozwijane m.in. przez Roberta Lucasa i z czasem wywarły duży wpływ na politykę ekonomiczną prowadzoną przez Stany Zjednoczone.
W latach 70. XX wieku Robert Lucas i Thomas Sargent rozwijali teorię racjonalnych oczekiwań. Modyfikowała ona koncepcje monetarystów, także kwestionując sens prowadzenia aktywnej polityki gospodarczej, poza działaniami rządu i banku centralnego w zakresie polityki fiskalnej (ograniczanie wydatków) i monetarnej (kontrola rozmiaru emisji pieniądza). Teoria ta zakłada, że prowadzona przez państwo polityka makroekonomiczna, mająca sprzyjać redukcji bezrobocia, w rzeczywistości prowadzi jedynie do podniesienia poziomu inflacji, zaś zachowania gospodarcze ludzi zmieniają się wraz ze zmianami polityki gospodarczej.
Lata 70. przyniosły także ukształtowanie się ekonomii podaży – raczej w łonie polityki, i na peryferiach akademii. Przeciwstawia się ona keynesowskim modelom propopytowym, zakładając jednocześnie możliwość prowadzenia aktywnej polityki gospodarczej przez państwo, ale jedynie na pewnych, ograniczonych polach i przy zmianie jej zasadniczych kierunków. Ekonomia podaży za główną barierę wzrostu uznaje ograniczenia po stronie podażowej – postuluje zatem nakłanianie przedsiębiorców do zwiększenia produkcji i inwestycji poprzez stosowanie zachęt, głównie w postaci niskich podatków. Za istotne uznaje też gromadzenie oszczędności i powiększanie kapitału oraz ułatwianie dostępu do nich ludziom przedsiębiorczym. Zwolennicy koncepcji propodażowej, podobnie jak monetaryści, poddawali krytyce model welfare state z jego rozbudowaną sferą wydatków socjalnych oraz ingerowanie państwa w wolny rynek. Ważnym ośrodkiem popularyzacji powyższych poglądów stał się dziennik The Wall Street Journal.

#### Libertarianizm i szkoła austriacka
Tzw. austriaccy ekonomiści, których reprezentowali wśród inicjatorów oryginalnego neoliberalizmu przede wszystkim Hayek i Mises, stanowili najbardziej radykalne skrzydło neoliberalnej koalicji, z zasady broniące laissez faire, i postulujące w największym stopniu wizję państwa minimalnego. Wkład tej tradycji myślowej do ekonomii obejmuje m.in. koncepcje kosztu alternatywnego, preferencji czasowej, oraz marginalizm i opracowanie problemu kalkulacji ekonomicznej, które stanowią ważną część argumentacji przeciwko zasadności i efektywności gospodarki planowej. W obszarze polityki i ekonomii politycznej ekonomiści z tego nurtu odeszli szybko od identyfikacji z „neoliberalizmem”, i wiązali się z reguły z libertarianizmem lub anarchokapitalizmem, podejściami podważającymi wartość większości lub wszystkich funkcji państwa. Etyk libertariański Robert Nozick stwierdza na przykład, że „redystrybucja jest formą kradzieży”.
Także i ten nurt myśli jest głęboko niejednorodny. Dla przykładu, sam Hayek jak najbardziej dopuszczał uzasadnione interwencje antymonopolowe, uznawał, że podatki spadkowe mogą być ważną i wartościową częścią liberalnej polityki, i postulował wprowadzenie w przyszłości pomocy społecznej o charakterze bezwarunkowego dochodu podstawowego.

## Współczesne użycie

### Zmiana definicji
Po 1980 r. potoczne rozumienie dotąd bardzo rzadko stosowanego terminu uległo diametralnej zmianie. Jeszcze ok. 1980 r. Michel Foucault tworząc jeden z pierwszych znaczących opisów historii „neoliberalizmu” stwierdza, że w podejściu tym „rząd jest proaktywny, czujny i interweniujący”, a w 1982 r. Peters opublikował w The Washington Post esej A Neo-Liberal’s Manifesto, opisując neoliberalizm w jego ujęciu jako pragmatyczne, umiarkowane podejście, dalekie od libertarianizmu, i akcentujące równość szans. Podobnie jak inicjatorzy klasycznej idei neoliberalnej, on także po kilku latach zarzucił stosowanie tej etykiety.
Według analiz, gł. przeglądu literatury wykonanej przez Boasa i Gans-Morse, podczas brutalnych przemian politycznych w Ameryce Południowej (takich jak okres dyktatury Augusto Pinocheta w Chile), lokalni badacze sympatyzujący z opozycją zaczęli w okresie 1970–1990 samorzutnie używać określenia „neoliberalizm” do opisu radykalnej polityki gospodarczej junty, ze względu na ich łączne kojarzenie z zachodnim kapitalizmem i osobami Friedmana i Hayeka. Takie nowe, odwrotne względem dotychczasowego zastosowanie rozpowszechniło się w świecie hiszpańskojęzycznym, skąd termin powrócił do języka angielskiego ok. 1990 r. już w zmienionym znaczeniu – jako idee radykalnie leseferystyczne i antykolektywne – najpierw do tekstów politologicznych i socjologicznych, a następnie do popularnej publicystyki. Boas i Morse wskazują na ten proces jako główną przyczynę kontrowersji co do precyzyjnego sensu i użyteczności tego pojęcia.

#### Neoliberalizm w krajach Ameryki Południowej

PKB Chile na tle innych państw regionu. Kolor zielony wskazuje okres dyktatury Pinocheta.

Druga połowa XX wieku wiązała się dla Ameryki Południowej z licznymi przewrotami, brutalnymi autorytaryzmami i trudnymi transformacjami – wplecionymi w zimnowojenną rywalizację USA i ZSRR oraz towarzyszące jej wojny zastępcze. Wojskowe dyktatury w krajach takich jak Argentyna oraz Chile częściowo czerpały w ramach swojej polityki gospodarczej z libertariańskich rozwiązań proponowanych przez wybranych ekonomistów amerykańskich, licząc na to że przyniosą im one dynamiczny rozwój, przez co cieszyły się ograniczoną sympatią i wsparciem takich osób jak Friedrich Hayek i Milton Friedman. Friedman ukuł do opisu oczekiwanej pozytywnej transformacji w Chile zwrot „Chilijski cud”, i sugerował, że sytuacja w tym kraju „jest porównywalna z cudem gospodarczym powojennych Niemiec.” Zarówno krwawość rządów i słownikowo autorytarny charakter dyktatury, jak i wątpliwa ocena kondycji gospodarczej kraju w tym okresie, sprawiły, że obaj intelektualiści byli za te słowa dotkliwie krytykowani.

#### Reaganomika, Thatcheryzm i Konsensus Waszyngtoński
Ok. dekady 1970. zarówno kraje rozwinięte, jak i rozwijające weszły w okres trudności gospodarczych i recesji lub spowolnienia wzrostu, cierpiąc na tzw. stagflację, co podważyło wiarę w stosowaną dotąd aktywną politykę gospodarczą, identyfikowaną z makroekonomią keynesowską.
W wyniku wyborów w 1980 roku prezydentem Stanów Zjednoczonych został Ronald Reagan z Partii Republikańskiej. W czasie jego obu kadencji duże wpływy w administracji zyskali zwolennicy monetaryzmu oraz ekonomii podaży. Sam prezydent był zdeklarowanym zwolennikiem ograniczenia roli państwa w gospodarce. W jego opinii siłę państwa należało rozwijać raczej na polu polityki zagranicznej i obronnej, szczególnie w realiach trwającej zimnej wojny. Nowa administracja poczyniła kroki w kierunku prywatyzacji, decentralizacji zarządzania oraz obniżania inflacji. Już w 1981 wprowadzono nowe przepisy podatkowe, w tym obniżkę podatku od zysku z kapitału z 70 do 50%, a przedsiębiorcom stworzono możliwość zastosowania podwyższonych odpisów amortyzacyjnych, co pozwoliło im na obniżenie podstawy opodatkowania. Uznano także, że państwo w sprawy gospodarcze interweniować będzie jedynie w wypadku, gdy zawodzi mechanizm rynkowy. Nowe założenia polityki ekonomicznej USA zyskały miano reaganomiki. Do osiągnięć ówczesnej polityki zalicza się m.in. zahamowanie tempa inflacji; nie udało się natomiast zredukować deficytu, jednak w dużej mierze stało się tak za sprawą rosnących wydatków na cele militarne.
Zbliżone założenia przyjął gabinet Margaret Thatcher, po zwycięstwie wyborczym brytyjskiej Partii Konserwatywnej. W Wielkiej Brytanii ograniczono wówczas rolę związków zawodowych, sprywatyzowano znaczną część sektora publicznego, obniżono inflację, spłaszczono progresję podatkową, podatki ograniczono, a sens rozbudowanej polityki socjalnej został zakwestionowany.
Ani Thatcher, ani Reagan nie określali się w praktyce jako neoliberałowie – to określenie nadali im inni. Około 1989 r. ekonomista John Williamson zaproponował przegląd tego, co uznawał za punkty zgody wśród waszyngtońskich ekonomistów na temat rozwoju międzynarodowego, tj. „Konsensus Waszyngtoński” – wymieniając m.in. prywatyzację, deregulację, liberalizację handlu, czy obniżkę podatków. W późniejszym czasie dołączył do tych postulatów również reorientację wydatków państwa w stronę wydatków socjalnych służących długookresowemu trwałemu rozwojowi, takich jak nauka i szkolnictwo. Konsensus ów jest także obecnie identyfikowany jako część „neoliberalizmu”.

### Krytyka teoretyczna
Współczesna krytyka tego, co nazywa się w tym kontekście neoliberalizmem – politykę laissez faire sięgającą radykalnego libertarianizmu – wywodzi się przede wszystkim z opozycyjnych nurtów nacjonalistycznych, oraz przede wszystkim marksistowskich i alterglobalistycznych, w naukach społecznych i publicystyce (np. David Harvey, Philip Mirowski, i Naomi Klein), w nawiązaniu do dwudziestowiecznych doświadczeń krajów Ameryki Południowej. Opracowania takie dyskontują z reguły wcześniejszą historię pojęcia „neoliberalizm”, lub interpretują ją na swoje sposoby, według Ratajczyka – aż do ocierania się o teorie spiskowe. W głównym nurcie ekonomii krytyki tak rozumianego neoliberalizmu podejmowali się badacze tacy jak Dani Rodrik i Joseph Stiglitz, a w Polsce m.in. Grzegorz Kołodko, czerpiąc obszernie z lewicowego piśmiennictwa. Istotne znaczenie dla tego tematu miał globalny Kryzys finansowy 2007–2009, oraz takie zdarzenia jak Brexit i wyborcze zwycięstwa antyliberalnych kandydatów, np. wygrana Donalda Trumpa w USA w 2016 r. – które miały być wspólnie skutkiem porażki polityki neoliberalnej. W Polsce, w ocenie Zawojskiej, przeważa zawężone pojęcie liberalizmu jako doktryny podobnej do Thatcheryzmu. Nabrało ono licznych negatywnych skojarzeń, i spowodowało, że temu różnorodnemu nurtowi myśli przypisuje się pogardę dla słabszych, darwinizm społeczny i egoizm silniejszych.
Neoliberalizm rozumiany w ten sposób – jako radykalny libertarianizm – ma postulować, że tylko nieograniczony wolny rynek zapewnia gospodarczą efektywność, wzrost, sprawiedliwość i postęp. Każda interwencja państwowa jedynie przeszkadza w osiągnięciu tych celów. Taki neoliberalizm ma prowadzić do rozszerzenia mechanizmów rynkowych na wszystkie obszary życia społecznego i prywatnego, i ma być „sojuszem wielkiego biznesu i państwa”. Innymi powiązanymi z nim celami politycznymi jest likwidacja cen urzędowych, deregulacja rynków finansowych, obniżanie barier celnych, i generalne ograniczanie wpływu państwa na gospodarkę, zwłaszcza poprzez prywatyzację i politykę zaciskania pasa. Punktami odniesienia dla krytyki takich idei ma być przede wszystkim Reaganomika, Thatcheryzm, Konsensus Waszyngtoński i okres rządów Pinocheta w Chile. Według Philipa Mirowskiego, neoliberalizm uznaje rynki za najdoskonalsze mechanizmy przetwarzające informacje, i nadaje im moc arbitra prawdy. Naomi Klein podaje, że trzy główne filary polityki neoliberalnej to „prywatyzacja sfery publicznej, deregulacja sektora korporacyjnego, i obniżanie podatków dochodowych oraz korporacyjnych”.
Marksistowska krytyka „neoliberalizmu” wskazuje z zasady na klasowy charakter tego „projektu”, mającego mieć na celu wyzysk i zdominowanie mas pracujących przez kapitalistów. Neoliberalizm ma być odpowiedzialny za szereg współczesnych zjawisk uznawanych za problemy: masowe więziennictwo w USA, gentryfikacja miast, niska jakość opieki zdrowotnej, stagnacja płac, nierówności społeczne, zaniedbanie infrastruktury publicznej, zmiany klimatu i wymieranie gatunków itd. Według propozycji Guya Standinga, neoliberalizm doprowadził do wyłonienia się nowej klasy społecznej zwanej prekariatem, którą charakteryzuje poważna materialna niestabilność i alienacja.

#### Reakcje na krytykę i oceny mieszane
Jak sugeruje przegląd literatury Boasa i Gansa-Morse, pomimo rosnącej popularności pojęcia „neoliberalizm” w literaturze, jest ono rutynowo niedefiniowane. Według Magnessa termin „neoliberalizm” pełni funkcję symbolicznego kozła ofiarnego, a dla Chmielowskiego jest to modne i niezdefiniowane „słowo-wytrych”. Zawojska wyraża uwagę, że jest to określenie nadużywane przez populistów. Ratajczyk, oraz odrębnie Mączyńska i Pysz, piszą, że „sąd nad neoliberalizmem powinien być mniej emocjonalny, a bardziej racjonalny”, i że przy trafności części krytyki, „nie należy wylewać dziecka z kąpielą”. Podobne uwagi wysunął także jeden z wiodących głównonurtowych oskarżycieli neoliberalizmu, Dani Rodrik. Jego zdaniem nie należy odrzucać większości ekonomii głównego nurtu: własności prywatnej, rządów prawa, odpowiedzialnej i pryncypialnej polityki monetarnej i fiskalnej, ani rozwoju gospodarczego – ale należy w procesie globalizacji respektować różnice regionalne, i kluczową rolę lokalnych instytucji. Zdaniem Chmielowskiego oraz zadeklarowanych libertarian współczesne pojęcie neoliberalizmu ma charakter pejoratywny i zasadniczo nie jest potrzebne, ponieważ nazywane tak obecnie poglądy gospodarcze nie różnią się niczym od libertarianizmu, liberalizmu klasycznego czy leseferyzmu.

### Neoliberałowie współcześni
W przeglądzie Boasa i Morse pojęcie neoliberalizmu jest używane pozytywnie w bardzo nielicznych publikacjach (3%). Jak wskazywał w 2009 r. Hartwich, praktycznie nikt nie samookreśla się współcześnie jako neoliberał. Ma wynikać to jego zdaniem z tego, że obecna definicja tego pojęcia jest płytka, niespójna i ogólnikowa.
Susan Braedley i Med Luxton twierdzą, że neoliberalizm jest filozofią polityczną, która dąży do „uwolnienia” procesów akumulacji kapitału.  Natomiast Frances Fox Piven uważa neoliberalizm za zasadniczo hiper-kapitalizm.
Według ekonomisty socjaldemokratycznego J. Brada DeLonga, neoliberałem jest natomiast każdy zwolennik wolnego handlu w skali globalnej, oraz niezbyt rozbudowanego państwa, którego rola jest ograniczona do oferowania dóbr publicznych. W ocenie Zawojskiej, do tak zdefiniowanych neoliberałów można zaliczyć także jego ważnych krytyków spośród ortodoksyjnej ekonomii, np. noblistów Roberta Solowa, Josepha Stiglitza czy Amartyę Sena.
Aktualnie jedynie pojedyncze grupy dobrowolnie używają tej etykiety otwarcie do identyfikacji – przekornie i ironicznie, głównie jako proponenci umiarkowanego, pragmatycznego, pluralistycznego liberalizmu, nawiązując do oryginalnego znaczenia z lat 1930.–1980. Zalicza się do nich między innymi ww. Brad DeLong, brytyjski Instytut im. Adama Smitha, amerykańskie Niskanen Center, oraz oddolne internetowe grupy społecznościowe.